# Samurai Shodown: Warriors Rage
Samurai Shodown: Warriors Rage (SAMURAI SPIRITS 2 ~アスラ斬魔伝~, samurai supiritsu tsū: asura zanmaden) (ou somente SS:WR) é um jogo de luta 3D produzido pela SNK para o sistema Hyper Neo Geo 64. É a sequência de Samurai Shodown 64 da mesma plataforma e, como seu predecessor, relativamente não recebeu distribuição fora do Japão. O jogo não pode ser confundido com Samurai Shodown: Warriors Rage (PlayStation), que é um jogo eletrônico totalmente diferente, sendo uma sequência do SS:WR. Para evitar confusão, o jogo é constantemente chamado de Samurai Shodown 64: Warriors Rage e também de Samurai Shodown 64 II.

## Desenvolvimento
Após as má recepção das críticas e jogadores do jogo anterior da série, a SNK tomou nota das reclamações e comentários mais constantes dos jogadores, e empenhou-se em trazer de volta um clima 2D à jogabilidade, com o objetivo de alcançar os fãs que satisfizeram-se com os primeiros jogos da série.
A mais óbvia diferença é a falta do movimento tridimensional, que foi trocado pelo movimento 2D com uma esquiva básica para trás ou frente do cenário. Os controles são mais padronizados, com múltiplos níveis de dano dos golpes e a quase completa remoção dos combos. Além disso, quando a barra "Rage" de um personagem fica totalmente cheia, era possível aumentar o dano de certos golpes, semelhante aos ES Specials de Darkstalkers. Para melhor promover uma jogabilidade mais agressiva, um sistema de "tropeço" foi introduzido, onde um personagem iria tropeçar e cair para trás se tentasse dar um pulo para trás duas vezes de uma vez. O sistema continuou a usar o sistema de "Slash" / "Bust", onde existiam duas versões para cada personagem, com diferentes listas de golpes. Este jogo também fez uma boa diferenciação entre essas duas versões no quesito de aparência, na maioria dos casos. Somente dois novos personagens foram introduzidos na série por ele:
- Asura - um guerreiro ressuscitado que possui o poder de invocar sete armas e que quer destruir seu velho oponente, Yuga.
- Taiz Morozumi - um guerreiro que quer vingar-se da morte de sua mulher e seu filho, ambos mortos por Yuga.

Apesar de todas as modificações positivas, o jogo ainda foi mediamente classificado, não ajudado pela fraca capacidade gráfica da plataforma quando comparado a outros hardwares da época, como o Sega Model 3.
O jogo experimentou uma ressurreição na forma de um jogo 2D de menor escala portável para o Neo-Geo Pocket Color, intitulado Samurai Shodown! 2. O jogo incluiu todo o elenco original, exceto pela remoção de Hamna Yagyu e a readição de Charlotte e Jubei.

## Elenco
Ao todo, são 15 personagens:
- Haohmaru
- Nakoruru
- Rimururu
- Hanzo Hattori
- Galford D. Weller
- Ukyo Tachibana
- Genjuro Kibagami
- Kazuki Kazama
- Sogetsu Kazama
- Hanma Yagyu
- Shiki
- Asura
- Taizan Morosumi
- Gandara
- Yuga the Destroyer (chefe)